# Ernst Brandes
Pour les articles homonymes, voir Brandes.
Ernst Brandes ou Ernest Brandes est né le 3 octobre 1758 à  Hanovre et décédé dans la même ville le 13 mai 1810 était un juriste et écrivain allemand.
Il était l'un des principaux contre-révolutionnaires.

## Œuvres
- Betrachtungen über das weibliche Geschlecht und dessen Ausbildung im geselligen Leben. 3 Bände, Verlag Gebrüder Hahn, Hannover 1802.
- Ueber einige bisherige Folgen der Französischen Revolution, in Rücksicht auf Deutschland, Christian Ritscher, Hannover u. Osnabrück, 1793, online.
- Politische Betrachtungen über die französische Revolution, Johann Michael Mauke, Jena, 1790, online. Traduction Considérations politiques sur la Révolution de France. Paris : Laurent fils, 1791
- Ueber die Weiber. Weidmanns Erben und Reich, Leipzig 1787.